# Liste der Naturdenkmäler im Landkreis Lichtenfels
Im Landkreis Lichtenfels gab es im Mai 2024 mehr als 251 als Naturdenkmal geschützte Bäume sowie 58 andere ausgewiesene Naturdenkmäler.

## Naturdenkmäler
| 1 Holzbirne                                                     | BW | 8 / ND-03415        | Altenkunstadt, Gemarkung Altenkunstadt Pyrus communis, Höhe: 13 m, Stammumfang: 3,04 m, Kronendurchmesser: 14 m, Kronenansatz: 2 m | ⊙ |      |  |
| 1 Sommerlinde                                                   | BW | 2 / ND-03414        | Altenkunstadt, Gemarkung Altenkunstadt Tilia platyphyllos, Höhe: 21 m, Stammumfang: 0,03 m, Kronendurchmesser: 12 m, Kronenansatz: 4 m | ⊙ |      |  |
| 1 Walnuss                                                       | BW | 7                   | Altenkunstadt, Gemarkung Altenkunstadt Juglans regia, Höhe: 14 m, Stammumfang: 2,77 m, Kronendurchmesser: 14 m, Kronenansatz: 3 m | ⊙ |      |  |
| 1 Wintereiche                                                   | BW | 9 / ND-03421        | Altenkunstadt, Gemarkung Altenkunstadt Quercus petraea, Höhe: 24 m, Stammumfang: 3,52 m, Kronendurchmesser: 18 m, Kronenansatz: 5 m | ⊙ |      |  |
| 1 Winterlinde                                                   | BW | 7 / ND-03416        | Altenkunstadt, Gemarkung Altenkunstadt Tilia cordata, Höhe: 20 m, Stammumfang: 3,29 m, Kronendurchmesser: 13 m, Kronenansatz: 3 m | ⊙ |      |  |
| 2 Sommerlinden                                                  | BW | 1 / ND-03475        | Altenkunstadt, Gemarkung Altenkunstadt Tilia platyphyllos, Höhe: 18 m, Stammumfang: 2,66 m, Kronendurchmesser: 10 m, Kronenansatz: 5 m Tilia platyphyllos, Höhe: 17 m, Stammumfang: 2,33 m, Kronendurchmesser: 11 m, Kronenansatz: 2 m | ⊙ |      |  |
| 1 Sommerlinde                                                   | BW | 10 / ND-03477       | Altenkunstadt, Gemarkung Burkheim Tilia platyphyllos, Höhe: 16 m, Stammumfang: 2,87 m, Kronendurchmesser: 16 m, Kronenansatz: 2 m | ⊙ |      |  |
| 1 Sommerlinde                                                   | BW | 12 / ND-03417       | Altenkunstadt, Gemarkung Burkheim Tilia platyphyllos, Höhe: 20 m, Stammumfang: 3,48 m, Kronendurchmesser: 14 m, Kronenansatz: 3 m | ⊙ |      |  |
| 1 Sommerlinde                                                   | BW | 14 / ND-03423       | Altenkunstadt, Gemarkung Burkheim Tilia platyphyllos, Höhe: 8 m, Stammumfang: 3,99 m, Kronendurchmesser: 7 m, Kronenansatz: 1 m | ⊙ |      |  |
| 1 zweistämmige Linde                                            | BW | 15 / ND-03424       | Altenkunstadt, Gemarkung Burkheim Tilia platyphyllos, Höhe: 21 m, Stammumfang: 3,55 m, Kronendurchmesser: 11 m, Kronenansatz: 2 m | ⊙ |      |  |
| 3 Sommerlinden                                                  | BW | 13 / ND-03422       | Altenkunstadt, Gemarkung Burkheim Tilia platyphyllos, Höhe: 23 m, Stammumfang: 3,53 m, Kronendurchmesser: 13 m, Kronenansatz: 3 m Tilia platyphyllos, Höhe: 24 m, Stammumfang: 1,85 m, Kronendurchmesser: 9 m, Kronenansatz: 6 m Tilia platyphyllos, Höhe: 26 m, Stammumfang: 3,75 m, Kronendurchmesser: 13 m, Kronenansatz: 3 m | ⊙ |      |  |
| Birne zwischen Burkheim und Tauschendorf                        | BW |                     | Altenkunstadt, Gemarkung Burkheim Pyrus communis, Höhe: 16 m, Stammumfang: 3,00 m, Kronendurchmesser: 10 m, Kronenansatz: 2 m | ⊙ |      |  |
| 1 Holzbirne                                                     | BW | 21 / ND-03467       | Altenkunstadt, Gemarkung Maineck Pyrus communis, Höhe: 14 m, Stammumfang: 3,54 m, Kronendurchmesser: 10 m, Kronenansatz: 2 m | ⊙ |      |  |
| 1 Sommerlinde                                                   | BW | 16 / ND-03463       | Altenkunstadt, Gemarkung Maineck Tilia platyphyllos, Höhe: 9 m, Stammumfang: 3,30 m, Kronendurchmesser: 9 m, Kronenansatz: 2 m | ⊙ |      |  |
| 1 Winterlinde                                                   | BW | 18 / ND-03464       | Altenkunstadt, Gemarkung Maineck Tilia cordata, Höhe: 25 m, Stammumfang: 4,08 m, Kronendurchmesser: 14 m, Kronenansatz: 2 m | ⊙ |      |  |
| 2 Sommereichen                                                  | BW | 20 / ND-03466       | Altenkunstadt, Gemarkung Maineck Quercus robur, Höhe: 28 m, Stammumfang: 3,18 m, Kronendurchmesser: 18 m, Kronenansatz: 3 m Quercus robur, Höhe: 30 m, Stammumfang: 4,15 m, Kronendurchmesser: 23 m, Kronenansatz: 4 m | ⊙ |      |  |
| 2 Wintereichen                                                  | BW | 19 / ND-03465       | Altenkunstadt, Gemarkung Maineck Quercus petraea, Höhe: 30 m, Stammumfang: 3,30 m, Kronendurchmesser: 15 m, Kronenansatz: 9 m Quercus petraea, Höhe: 29 m, Stammumfang: 3,47 m, Kronendurchmesser: 19 m, Kronenansatz: 10 m | ⊙ |      |  |
| 1 Elsbeere                                                      | BW | 25 / ND-03498       | Altenkunstadt, Gemarkung Pfaffendorf Sorbus torminalis, Höhe: 17 m, Stammumfang: 2,45 m, Kronendurchmesser: 15 m, Kronenansatz: 2 m | ⊙ |      |  |
| 1 Sommereiche                                                   | BW | 28                  | Altenkunstadt, Gemarkung Pfaffendorf Quercus robur, Höhe: 20 m, Stammumfang: 3,88 m, Kronendurchmesser: 15 m, Kronenansatz: 3 m | ⊙ |      |  |
| 1 Winterlinde                                                   | BW | 22                  | Altenkunstadt, Gemarkung Pfaffendorf Tilia cordata, Höhe: 20 m, Stammumfang: 3,34 m, Kronendurchmesser: 15 m, Kronenansatz: 4 m | ⊙ |      |  |
| 1 Winterlinde                                                   | BW | 26 / ND-03420       | Altenkunstadt, Gemarkung Pfaffendorf Tilia cordata, Höhe: 22 m, Stammumfang: 2,91 m, Kronendurchmesser: 11 m, Kronenansatz: 3 m | ⊙ |      |  |
| 1 Winterlinde                                                   | BW | 27 / ND-03419       | Altenkunstadt, Gemarkung Pfaffendorf Tilia cordata, Höhe: 22 m, Stammumfang: 3,06 m, Kronendurchmesser: 12 m, Kronenansatz: 5 m | ⊙ |      |  |
| Dorflinde in Pfaffendorf                                        | BW | 28.5 / ND-03861     | Altenkunstadt, Gemarkung Pfaffendorf Tilia platyphyllos, Höhe: 16 m, Stammumfang: 2,66 m, Kronendurchmesser: 12 m, Kronenansatz: 2 m | ⊙ |      |  |
| Großer Kordigast                                                |    | ND-03470            | Altenkunstadt, Gemarkung Pfaffendorf | ⊙ |      |  |
| Kleiner Kordigast                                               |    | ND-03476            | Altenkunstadt, Gemarkung Pfaffendorf | ⊙ |      |  |
| 1 Winterlinde                                                   | BW | 30                  | Altenkunstadt, Gemarkung Strössendorf Tilia cordata, Höhe: 16 m, Stammumfang: 2,75 m, Kronendurchmesser: 11 m, Kronenansatz: 2 m | ⊙ |      |  |
| 1 Sommereiche                                                   | BW | 33 / ND-03468       | Altenkunstadt, Gemarkung Zeublitz Quercus robur, Höhe: 16 m, Stammumfang: 7,49 m, Kronendurchmesser: 16 m, Kronenansatz: 1 m | ⊙ |      |  |
| 1 Winterlinde                                                   | BW | 31 / ND-03469       | Altenkunstadt, Gemarkung Zeublitz Tilia cordata, Höhe: 13 m, Stammumfang: 3,49 m, Kronendurchmesser: 12 m, Kronenansatz: 2 m | ⊙ |      |  |
| 1 Sommereiche                                                   | BW | 212 / ND-03628      | Bad Staffelstein, Gemarkung Altenbanz Quercus robur, Höhe: 16 m, Stammumfang: 5,57 m, Kronendurchmesser: 17 m, Kronenansatz: 3 m | ⊙ |      |  |
| 1 Sommereiche                                                   | BW | 223 / ND-03627      | Bad Staffelstein, Gemarkung Altenbanz Quercus robur, Höhe: 28 m, Stammumfang: 7,10 m, Kronendurchmesser: 25 m, Kronenansatz: 2 m | ⊙ |      |  |
| 1 Sommerlinde, 1 Winterlinde                                    | BW | 224 / ND-03626      | Bad Staffelstein, Gemarkung Altenbanz Tilia cordata, Höhe: 28 m, Stammumfang: 4,50 m, Kronendurchmesser: 19 m, Kronenansatz: 4 m Tilia platyphyllos, Höhe: 28 m, Stammumfang: 4,31 m, Kronendurchmesser: 18 m, Kronenansatz: 3 m | ⊙ |      |  |
| "Hüter des Feldes" (1 Sommereiche)                              |    | 230.5 / ND-03621    | Bad Staffelstein, Gemarkung Bad Staffelstein Quercus robur, Höhe: 4 m, Stammumfang: 6,26 m, Kronendurchmesser: 7 m, Kronenansatz: 2 m | ⊙ |      |  |
| 1 Sommerlinde                                                   | BW | 159                 | Bad Staffelstein, Gemarkung Bad Staffelstein Tilia platyphyllos, Höhe: 6 m, Stammumfang: 4,72 m, Kronendurchmesser: 7 m, Kronenansatz: 3 m | ⊙ |      |  |
| Auwaldrest "Das Ried"                                           | BW | ND-03624            | Bad Staffelstein, Gemarkung Bad Staffelstein | ⊙ |      |  |
| "Hülle"                                                         | BW | ND-03606            | Bad Staffelstein, Gemarkung Frauendorf | ⊙ |      |  |
| 1 Sommerlinde                                                   | BW | 171 / ND-03603      | Bad Staffelstein, Gemarkung Frauendorf Tilia platyphyllos, Höhe: 18 m, Stammumfang: 4,53 m, Kronendurchmesser: 13 m, Kronenansatz: 4 m | ⊙ |      |  |
| 1 Sommerlinde                                                   | BW | 176 / ND-03605      | Bad Staffelstein, Gemarkung Frauendorf Tilia platyphyllos, Höhe: 9 m, Stammumfang: 4,78 m, Kronendurchmesser: 7 m, Kronenansatz: 2 m | ⊙ |      |  |
| 1 Sommerlinde                                                   | BW | 177 / ND-03607      | Bad Staffelstein, Gemarkung Frauendorf Tilia platyphyllos, Höhe: 17 m, Stammumfang: 4,75 m, Kronendurchmesser: 12 m, Kronenansatz: 3 m | ⊙ |      |  |
| 1 Sommerlinde                                                   | BW | 178                 | Bad Staffelstein, Gemarkung Frauendorf Tilia platyphyllos, Höhe: 18 m, Stammumfang: 3,49 m, Kronendurchmesser: 14 m, Kronenansatz: 0 m | ⊙ |      |  |
| 2 Sommerlinden                                                  | BW | 198, 199 / ND-03630 | Bad Staffelstein, Gemarkung Grundfeld Tilia platyphyllos, Höhe: 16 m, Stammumfang: 4,02 m, Kronendurchmesser: 14 m, Kronenansatz: 4 m Tilia platyphyllos, Höhe: 17 m, Stammumfang: 2,80 m, Kronendurchmesser: 13 m, Kronenansatz: 6 m | ⊙ |      |  |
| 1 Sommerlinde                                                   | BW | 163                 | Bad Staffelstein, Gemarkung Horsdorf Tilia platyphyllos, Höhe: 22 m, Stammumfang: 3,49 m, Kronendurchmesser: 13 m, Kronenansatz: 6 m | ⊙ |      |  |
| 1 Sommerlinde                                                   | BW | 162 / ND-03601      | Bad Staffelstein, Gemarkung Horsdorf Tilia platyphyllos, Höhe: 9 m, Stammumfang: 4,25 m, Kronendurchmesser: 12 m, Kronenansatz: 2 m | ⊙ |      |  |
| Die drei Reuteln (3 Wintereichen)                               | BW | 226 / ND-03618      | Bad Staffelstein, Gemarkung Nedensdorf Quercus petraea, Höhe: 16 m, Stammumfang: 3,05 m, Kronendurchmesser: 9 m, Kronenansatz: 6 m Quercus petraea, Höhe: 16 m, Stammumfang: 0,88 m, Kronendurchmesser: 4 m, Kronenansatz: 3 m Quercus petraea, Höhe: 18 m, Stammumfang: 2,86 m, Kronendurchmesser: 10 m, Kronenansatz: 4 m | ⊙ |      |  |
| Prallhang des Mains "Trimeusel"                                 |    | ND-03623            | Bad Staffelstein, Gemarkung Nedensdorf | ⊙ |      |  |
| 1 Rosskastanie                                                  | BW | 181 / ND-03976      | Bad Staffelstein, Gemarkung Schwabthal Aesculus hippocastanum, Höhe: 19 m, Stammumfang: 3,93 m, Kronendurchmesser: 13 m, Kronenansatz: 2 m | ⊙ |      |  |
| 1 Sommerlinde                                                   | BW | 183                 | Bad Staffelstein, Gemarkung Schwabthal Tilia platyphyllos, Höhe: 8 m, Stammumfang: 4,21 m, Kronendurchmesser: 6 m, Kronenansatz: 4 m | ⊙ |      |  |
| Dolomitklotz "Mondstein"                                        | BW | ND-03615            | Bad Staffelstein, Gemarkung Schwabthal | ⊙ |      |  |
| Dolomitklotz mit Halbhöhle "Hohler Stein"                       | BW | ND-03614            | Bad Staffelstein, Gemarkung Schwabthal | ⊙ |      |  |
| Kemnitzenstein                                                  | BW | ND-03616            | Bad Staffelstein, Gemarkung Schwabthal | ⊙ |      |  |
| Döbertenquelle                                                  | BW | ND-03612            | Bad Staffelstein, Gemarkung Uetzing | ⊙ |      |  |
| Halbhöhle "Botzenkapelle"                                       | BW | ND-03613            | Bad Staffelstein, Gemarkung Uetzing | ⊙ |      |  |
| Hopfengartenquelle                                              | BW | ND-03611            | Bad Staffelstein, Gemarkung Uetzing | ⊙ |      |  |
| Teurerbrunnen                                                   | BW | ND-03609            | Bad Staffelstein, Gemarkung Uetzing | ⊙ |      |  |
| Uhuhorst                                                        | BW | ND-03608            | Bad Staffelstein, Gemarkung Uetzing | ⊙ |      |  |
| 1 Sommereiche                                                   | BW | 209 / ND-03619      | Bad Staffelstein, Gemarkung Unnersdorf Quercus robur, Höhe: 20 m, Stammumfang: 5,75 m, Kronendurchmesser: 16 m, Kronenansatz: 3 m | ⊙ |      |  |
| 3 Platanen                                                      | BW | 214 / ND-03629      | Bad Staffelstein, Gemarkung Unnersdorf Platanus x acerifolia, Höhe: 19 m, Stammumfang: 2,08 m, Kronendurchmesser: 13 m, Kronenansatz: 3 m Platanus x acerifolia, Höhe: 19 m, Stammumfang: 2,52 m, Kronendurchmesser: 14 m, Kronenansatz: 3 m Platanus x acerifolia, Höhe: 20 m, Stammumfang: 2,55 m, Kronendurchmesser: 20 m, Kronenansatz: 2 m | ⊙ |      |  |
| Sauerbrunnen mit Baumgruppe (3 Berg-Ahorn)                      | BW | 211 / ND-03620      | Bad Staffelstein, Gemarkung Unnersdorf Acer pseudoplatanus, Höhe: 23 m, Stammumfang: 2,15 m, Kronendurchmesser: 10 m, Kronenansatz: 5 m Acer pseudoplatanus, Höhe: 25 m, Stammumfang: 4,38 m, Kronendurchmesser: 14 m, Kronenansatz: 1 m Acer pseudoplatanus, Höhe: 23 m, Stammumfang: 2,48 m, Kronendurchmesser: 9 m, Kronenansatz: 3 m | ⊙ |      |  |
| 1 Sommerlinde                                                   | BW | 202 / ND-03632      | Bad Staffelstein, Gemarkung Wolfsdorf Tilia platyphyllos, Höhe: 18 m, Stammumfang: 3,18 m, Kronendurchmesser: 13 m, Kronenansatz: 3 m | ⊙ |      |  |
| 5 Sommerlinden                                                  | BW | 200 / ND-03631      | Bad Staffelstein, Gemarkung Wolfsdorf Tilia platyphyllos, Höhe: 19 m, Stammumfang: 2,87 m, Kronendurchmesser: 9 m, Kronenansatz: 5 m Tilia platyphyllos, Höhe: 18 m, Stammumfang: 2,18 m, Kronendurchmesser: 10 m, Kronenansatz: 6 m Tilia platyphyllos, Höhe: 16 m, Stammumfang: 1,77 m, Kronendurchmesser: 6 m, Kronenansatz: 4 m Tilia platyphyllos, Höhe: 9 m, Stammumfang: 1,64 m, Kronendurchmesser: 5 m, Kronenansatz: 4 m Tilia platyphyllos, Höhe: 12 m, Stammumfang: 2,74 m, Kronendurchmesser: 8 m, Kronenansatz: 3 m | ⊙ |      |  |
| 2 Linden                                                        | BW | ND-03483            | Burgkunstadt, Gemarkung Burgkunstadt Tilia sp., Höhe: 14 m, Stammumfang: 1,69 m, Kronendurchmesser: 10 m, Kronenansatz: 3 m Tilia sp., Höhe: 8 m, Stammumfang: 2,02 m, Kronendurchmesser: 8 m, Kronenansatz: 2 m | ⊙ |      |  |
| Eichenstock bei Kaltenreuth                                     | BW | ND-03984            | Burgkunstadt, Gemarkung Burgkunstadt Quercus robur, Höhe: 22 m, Stammumfang: 4,20 m, Kronendurchmesser: 20 m, Kronenansatz: 4 m | ⊙ |      |  |
| Kugelbaum in Kaltenreuth (Stieleiche)                           | BW | 39 / ND-03879       | Burgkunstadt, Gemarkung Burgkunstadt Quercus robur, Höhe: 19 m, Stammumfang: 3,19 m, Kronendurchmesser: 20 m, Kronenansatz: 0 m | ⊙ |      |  |
| Steinbruch bei Meuselsberg                                      | BW | ND-03878            | Burgkunstadt, Gemarkung Burgkunstadt | ⊙ | 0,02 |  |
| 1 Sommereiche                                                   | BW | 50 / ND-03489       | Burgkunstadt, Gemarkung Ebneth Quercus robur, Höhe: 25 m, Stammumfang: 4,69 m, Kronendurchmesser: 15 m, Kronenansatz: 3 m | ⊙ |      |  |
| 1 Winterlinde                                                   | BW | 51.5 / ND-03488     | Burgkunstadt, Gemarkung Ebneth Tilia cordata, Höhe: 27 m, Stammumfang: 4,65 m, Kronendurchmesser: 15 m, Kronenansatz: 3 m | ⊙ |      |  |
| 1 Winterlinde                                                   | BW | 42 / ND-03487       | Burgkunstadt, Gemarkung Ebneth Tilia cordata, Höhe: 23 m, Stammumfang: 2,93 m, Kronendurchmesser: 11 m, Kronenansatz: 9 m | ⊙ |      |  |
| 1 Winterlinde                                                   | BW |                     | Burgkunstadt, Gemarkung Ebneth Tilia cordata, Höhe: 23 m, Stammumfang: 2,95 m, Kronendurchmesser: 16 m, Kronenansatz: 2 m | ⊙ |      |  |
| 2 Winterlinden                                                  | BW | 41 / ND-03482       | Burgkunstadt, Gemarkung Ebneth Tilia cordata, Höhe: 23 m, Stammumfang: 2,36 m, Kronendurchmesser: 10 m, Kronenansatz: 3 m Tilia cordata, Höhe: 21 m, Stammumfang: 3,24 m, Kronendurchmesser: 10 m, Kronenansatz: 4 m | ⊙ |      |  |
| Ebnether Bierkeller                                             |    | ND-03492            | Burgkunstadt, Gemarkung Ebneth | ⊙ |      |  |
| Franzenshöhle                                                   | BW | ND-03491            | Burgkunstadt, Gemarkung Ebneth | ⊙ |      |  |
| Pfersagwasserfall                                               |    | ND-03486            | Burgkunstadt, Gemarkung Ebneth | ⊙ |      |  |
| Rhätsandsteinfelsen mit charakteristischer Kreuzschichtung      | BW | ND-03493            | Burgkunstadt, Gemarkung Ebneth | ⊙ |      |  |
| 1 Hainbuche                                                     | BW | 59 / ND-03864       | Burgkunstadt, Gemarkung Gärtenroth Carpinus betulus, Höhe: 18 m, Stammumfang: 2,57 m, Kronendurchmesser: 19 m, Kronenansatz: 0 m | ⊙ |      |  |
| 1 Sommereiche                                                   | BW | 57 / ND-03496       | Burgkunstadt, Gemarkung Gärtenroth Quercus robur, Höhe: 23 m, Stammumfang: 4,45 m, Kronendurchmesser: 18 m, Kronenansatz: 7 m | ⊙ |      |  |
| 1 Winterlinde                                                   | BW | 52 / ND-03494       | Burgkunstadt, Gemarkung Gärtenroth Tilia cordata, Höhe: 21 m, Stammumfang: 3,11 m, Kronendurchmesser: 16 m, Kronenansatz: 3 m | ⊙ |      |  |
| 1 Winterlinde                                                   | BW | 58 / ND-03863       | Burgkunstadt, Gemarkung Gärtenroth Tilia cordata, Höhe: 11 m, Stammumfang: 3,46 m, Kronendurchmesser: 8 m, Kronenansatz: 4 m | ⊙ |      |  |
| Drei-Kaiser-Linde                                               | BW | 54 / ND-03485       | Burgkunstadt, Gemarkung Gärtenroth Tilia cordata, Höhe: 18 m, Stammumfang: 2,71 m, Kronendurchmesser: 12 m, Kronenansatz: 2 m | ⊙ |      |  |
| Drei-Kaiser-Linde                                               | BW | 53 / ND-03495       | Burgkunstadt, Gemarkung Gärtenroth Tilia cordata, Höhe: 16 m, Stammumfang: 2,84 m, Kronendurchmesser: 14 m, Kronenansatz: 2 m | ⊙ |      |  |
| Rhätsandsteinfelsen mit prähistorischer Schmiede                | BW | ND-03484            | Burgkunstadt, Gemarkung Gärtenroth | ⊙ |      |  |
| 1 gemeine Esche                                                 | BW |                     | Burgkunstadt, Gemarkung Kirchlein Fraxinus excelsior, Höhe: 28 m, Stammumfang: 4,67 m, Kronendurchmesser: 20 m, Kronenansatz: 12 m | ⊙ |      |  |
| 1 Sommereiche                                                   | BW | 65 / ND-03884       | Burgkunstadt, Gemarkung Kirchlein Quercus robur, Höhe: 17 m, Stammumfang: 4,48 m, Kronendurchmesser: 20 m, Kronenansatz: 4 m | ⊙ |      |  |
| 1 Winterlinde                                                   | BW | 63 / ND-03481       | Burgkunstadt, Gemarkung Kirchlein Tilia cordata, Höhe: 23 m, Stammumfang: 6,10 m, Kronendurchmesser: 18 m, Kronenansatz: 2 m | ⊙ |      |  |
| 1 Winterlinde                                                   | BW | 62 / ND-03479       | Burgkunstadt, Gemarkung Kirchlein Tilia cordata, Höhe: 14 m, Stammumfang: 2,70 m, Kronendurchmesser: 10 m, Kronenansatz: 2 m | ⊙ |      |  |
| 1 Winterlinde                                                   | BW | 64                  | Burgkunstadt, Gemarkung Kirchlein Tilia cordata, Höhe: 8 m, Stammumfang: 1,73 m, Kronendurchmesser: 8 m, Kronenansatz: 3 m | ⊙ |      |  |
| 1 Winterlinde                                                   | BW | 60 / ND-03480       | Burgkunstadt, Gemarkung Kirchlein Tilia cordata, Höhe: 25 m, Stammumfang: 2,63 m, Kronendurchmesser: 12 m, Kronenansatz: 4 m | ⊙ |      |  |
| 1 Winterlinde                                                   | BW | 61 / ND-03478       | Burgkunstadt, Gemarkung Kirchlein Tilia cordata, Höhe: 12 m, Stammumfang: 4,02 m, Kronendurchmesser: 14 m, Kronenansatz: 3 m | ⊙ |      |  |
| 1 Winterlinde                                                   | BW | 60                  | Burgkunstadt, Gemarkung Kirchlein Tilia cordata, Höhe: 25 m, Stammumfang: 2,83 m, Kronendurchmesser: 15 m, Kronenansatz: 7 m | ⊙ |      |  |
| Rhätsandsteinfelsen                                             | BW | ND-03497            | Burgkunstadt, Gemarkung Mainroth | ⊙ |      |  |
| Zwei Linden in Birkach                                          | BW | 84.5 / ND-03895     | Ebensfeld, Gemarkung Birkach Tilia cordata, Höhe: 23 m, Stammumfang: 3,36 m, Kronendurchmesser: 10 m, Kronenansatz: 2 m Tilia cordata, Höhe: 23 m, Stammumfang: 2,53 m, Kronendurchmesser: 12 m, Kronenansatz: 2 m | ⊙ |      |  |
| Birnbaum vor Dittersbrunn                                       | BW |                     | Ebensfeld, Gemarkung Dittersbrunn Pyrus communis, Höhe: 9 m, Stammumfang: 1,80 m, Kronendurchmesser: 10 m, Kronenansatz: 3 m | ⊙ |      |  |
| Lindenkranz auf dem Ansberg (15 Sommerlinden, 5 Winterlinden)   |    | 82 / ND-03396       | Ebensfeld, Gemarkung Dittersbrunn Tilia cordata, Höhe: 19 m, Stammumfang: 3,52 m, Kronendurchmesser: 14 m, Kronenansatz: 2 m Tilia platyphyllos, Höhe: 24 m, Stammumfang: 4,56 m, Kronendurchmesser: 15 m, Kronenansatz: 3 m Tilia platyphyllos, Höhe: 4 m, Stammumfang: 1,98 m, Kronendurchmesser: 4 m, Kronenansatz: 2 m Tilia platyphyllos, Höhe: 23 m, Stammumfang: 3,71 m, Kronendurchmesser: 12 m, Kronenansatz: 2 m Tilia platyphyllos, Höhe: 24 m, Stammumfang: 2,93 m, Kronendurchmesser: 9 m, Kronenansatz: 4 m Tilia platyphyllos, Höhe: 23 m, Stammumfang: 3,99 m, Kronendurchmesser: 11 m, Kronenansatz: 2 m Tilia cordata, Höhe: 19 m, Stammumfang: 1,76 m, Kronendurchmesser: 8 m, Kronenansatz: 4 m Tilia cordata, Höhe: 23 m, Stammumfang: 2,27 m, Kronendurchmesser: 10 m, Kronenansatz: 3 m Tilia platyphyllos, Höhe: 25 m, Stammumfang: 3,74 m, Kronendurchmesser: 13 m, Kronenansatz: 2 m Tilia platyphyllos, Höhe: 23 m, Stammumfang: 4,87 m, Kronendurchmesser: 15 m, Kronenansatz: 2 m Tilia platyphyllos, Höhe: 24 m, Stammumfang: 2,74 m, Kronendurchmesser: 11 m, Kronenansatz: 2 m Tilia platyphyllos, Höhe: 25 m, Stammumfang: 3,43 m, Kronendurchmesser: 11 m, Kronenansatz: 3 m Tilia platyphyllos, Höhe: 23 m, Stammumfang: 2,58 m, Kronendurchmesser: 10 m, Kronenansatz: 2 m Tilia platyphyllos, Höhe: 18 m, Stammumfang: 2,08 m, Kronendurchmesser: 10 m, Kronenansatz: 3 m Tilia platyphyllos, Höhe: 20 m, Stammumfang: 2,74 m, Kronendurchmesser: 10 m, Kronenansatz: 4 m Tilia platyphyllos, Höhe: 14 m, Stammumfang: 1,61 m, Kronendurchmesser: 8 m, Kronenansatz: 3 m Tilia cordata, Höhe: 19 m, Stammumfang: 2,58 m, Kronendurchmesser: 10 m, Kronenansatz: 2 m Tilia cordata, Höhe: 25 m, Stammumfang: 5,19 m, Kronendurchmesser: 13 m, Kronenansatz: 3 m Tilia platyphyllos, Höhe: 29 m, Stammumfang: 3,30 m, Kronendurchmesser: 12 m, Kronenansatz: 2 m Tilia platyphyllos, Höhe: 28 m, Stammumfang: 3,59 m, Kronendurchmesser: 12 m, Kronenansatz: 3 m | ⊙ |      |  |
| 1 Holzbirne                                                     | BW | 81 / ND-03403       | Ebensfeld, Gemarkung Draisdorf Pyrus communis, Höhe: 8 m, Stammumfang: 3,18 m, Kronendurchmesser: 7 m, Kronenansatz: 2 m | ⊙ |      |  |
| 1 Winterlinde                                                   | BW | 80 / ND-03499       | Ebensfeld, Gemarkung Draisdorf Tilia cordata, Höhe: 19 m, Stammumfang: 4,91 m, Kronendurchmesser: 18 m, Kronenansatz: 3 m | ⊙ |      |  |
| Kugelbaum bei Draisdorf                                         | BW |                     | Ebensfeld, Gemarkung Draisdorf Quercus robur, Höhe: 17 m, Stammumfang: 4,12 m, Kronendurchmesser: 20 m, Kronenansatz: 3 m | ⊙ |      |  |
| Friedenslinde                                                   | BW | 79 / ND-03387       | Ebensfeld, Gemarkung Ebensfeld Tilia platyphyllos, Höhe: 20 m, Stammumfang: 2,82 m, Kronendurchmesser: 13 m, Kronenansatz: 4 m | ⊙ |      |  |
| Silberweide am Main bei Ebensfeld                               | BW | 70.5 / ND-04421     | Ebensfeld, Gemarkung Ebensfeld Salix alba, Höhe: 20 m, Stammumfang: 6,42 m, Kronendurchmesser: 18 m, Kronenansatz: 3 m | ⊙ |      |  |
| Sommerlinde                                                     | BW | 70 / ND-03395       | Ebensfeld, Gemarkung Ebensfeld Tilia platyphyllos, Höhe: 26 m, Stammumfang: 5,08 m, Kronendurchmesser: 19 m, Kronenansatz: 2 m | ⊙ |      |  |
| 1 gemeine Esche                                                 | BW | 77                  | Ebensfeld, Gemarkung Kleukheim Fraxinus excelsior, Höhe: 15 m, Stammumfang: 3,77 m, Kronendurchmesser: 15 m, Kronenansatz: 0 m | ⊙ |      |  |
| 1 Sommerlinde                                                   | BW | 72 / ND-03398       | Ebensfeld, Gemarkung Kleukheim Tilia platyphyllos, Höhe: 9 m, Stammumfang: 3,42 m, Kronendurchmesser: 5 m, Kronenansatz: 2 m | ⊙ |      |  |
| 1 Sommerlinde                                                   | BW |                     | Ebensfeld, Gemarkung Kleukheim Tilia platyphyllos, Höhe: 23 m, Stammumfang: 2,61 m, Kronendurchmesser: 12 m, Kronenansatz: 4 m | ⊙ |      |  |
| 1 Sommerlinde                                                   | BW |                     | Ebensfeld, Gemarkung Kleukheim Tilia platyphyllos, Höhe: 22 m, Stammumfang: 1,95 m, Kronendurchmesser: 9 m, Kronenansatz: 3 m | ⊙ |      |  |
| 2 Sommerlinden                                                  | BW | 71 / ND-03397       | Ebensfeld, Gemarkung Kleukheim Tilia platyphyllos, Höhe: 23 m, Stammumfang: 2,80 m, Kronendurchmesser: 12 m, Kronenansatz: 5 m Tilia platyphyllos, Höhe: 24 m, Stammumfang: 3,59 m, Kronendurchmesser: 12 m, Kronenansatz: 5 m | ⊙ |      |  |
| 3 Sommerlinden (mit Friedenslinde)                              | BW | 73 / ND-03399       | Ebensfeld, Gemarkung Kleukheim Tilia platyphyllos, Höhe: 8 m, Stammumfang: 3,51 m, Kronendurchmesser: 8 m, Kronenansatz: 3 m Tilia platyphyllos, Höhe: 13 m, Stammumfang: 3,10 m, Kronendurchmesser: 11 m, Kronenansatz: 1 m Tilia platyphyllos, Höhe: 13 m, Stammumfang: 2,61 m, Kronendurchmesser: 11 m, Kronenansatz: 2 m | ⊙ |      |  |
| 1 Holzbirne                                                     | BW |                     | Ebensfeld, Gemarkung Kümmel Pyrus communis, Höhe: 8 m, Stammumfang: 0,82 m, Kronendurchmesser: 8 m, Kronenansatz: 2 m | ⊙ |      |  |
| Halbhöhle im Malm "Der Backofen"                                | BW | ND-03402            | Ebensfeld, Gemarkung Oberküps | ⊙ |      |  |
| Küpser Linde (2 Winterlinden)                                   |    | 76 / ND-03400       | Ebensfeld, Gemarkung Oberküps Tilia cordata, Höhe: 12 m, Stammumfang: 1,67 m, Kronendurchmesser: 10 m, Kronenansatz: 2 m Tilia cordata, Höhe: 12 m, Stammumfang: 2,17 m, Kronendurchmesser: 12 m, Kronenansatz: 2 m | ⊙ |      |  |
| Tummler "Stierfessel" (periodisch fliesende Karstquelle)        |    | ND-03401            | Ebensfeld, Gemarkung Oberküps | ⊙ |      |  |
| 1 Winterlinde                                                   | BW |                     | Ebensfeld, Gemarkung Prächting Tilia cordata, Höhe: 24 m, Stammumfang: 3,33 m, Kronendurchmesser: 15 m, Kronenansatz: 3 m | ⊙ |      |  |
| Kellerbäume von Prächting (4 Sommerlinden, 2 Rosskastanien)     | BW |                     | Ebensfeld, Gemarkung Prächting Tilia platyphyllos, Höhe: 25 m, Stammumfang: 4,60 m, Kronendurchmesser: 15 m, Kronenansatz: 0 m Tilia platyphyllos, Höhe: 25 m, Stammumfang: 3,35 m, Kronendurchmesser: 15 m, Kronenansatz: 1 m Tilia platyphyllos, Höhe: 25 m, Stammumfang: 2,75 m, Kronendurchmesser: 10 m, Kronenansatz: 2 m Tilia platyphyllos, Höhe: 25 m, Stammumfang: 2,80 m, Kronendurchmesser: 12 m, Kronenansatz: 0 m Aesculus hippocastanum, Höhe: 20 m, Stammumfang: 1,60 m, Kronendurchmesser: 10 m, Kronenansatz: 5 m Aesculus hippocastanum, Höhe: 20 m, Stammumfang: 1,40 m, Kronendurchmesser: 7 m, Kronenansatz: 2 m | ⊙ |      |  |
| Lindenkeller in der Brunnleite (13 Sommerlinden, 1 Winterlinde) | BW | 84 / ND-03974       | Ebensfeld, Gemarkung Unterneuses Tilia platyphyllos, Höhe: 19 m, Stammumfang: 3,34 m, Kronendurchmesser: 8 m, Kronenansatz: 3 m Tilia platyphyllos, Höhe: 24 m, Stammumfang: 1,43 m, Kronendurchmesser: 6 m, Kronenansatz: 10 m Tilia platyphyllos, Höhe: 20 m, Stammumfang: 2,45 m, Kronendurchmesser: 8 m, Kronenansatz: 2 m Tilia platyphyllos, Höhe: 25 m, Stammumfang: 1,72 m, Kronendurchmesser: 8 m, Kronenansatz: 3 m Tilia platyphyllos, Höhe: 28 m, Stammumfang: 1,75 m, Kronendurchmesser: 9 m, Kronenansatz: 4 m Tilia platyphyllos, Höhe: 26 m, Stammumfang: 3,09 m, Kronendurchmesser: 11 m, Kronenansatz: 2 m Tilia cordata, Höhe: 13 m, Stammumfang: 1,65 m, Kronendurchmesser: 6 m, Kronenansatz: 4 m Tilia platyphyllos, Höhe: 24 m, Stammumfang: 2,99 m, Kronendurchmesser: 12 m, Kronenansatz: 2 m Tilia platyphyllos, Höhe: 22 m, Stammumfang: 2,05 m, Kronendurchmesser: 8 m, Kronenansatz: 3 m Tilia platyphyllos, Höhe: 25 m, Stammumfang: 1,50 m, Kronendurchmesser: 6 m, Kronenansatz: 10 m Tilia platyphyllos, Höhe: 26 m, Stammumfang: 3,08 m, Kronendurchmesser: 11 m, Kronenansatz: 2 m Tilia platyphyllos, Höhe: 27 m, Stammumfang: 3,05 m, Kronendurchmesser: 11 m, Kronenansatz: 3 m Tilia platyphyllos, Höhe: 20 m, Stammumfang: 1,73 m, Kronendurchmesser: 7 m, Kronenansatz: 0 m Tilia platyphyllos, Höhe: 23 m, Stammumfang: 2,23 m, Kronendurchmesser: 12 m, Kronenansatz: 0 m | ⊙ |      |  |
| Nussbaum bei Niederau                                           | BW |                     | Ebensfeld, Gemarkung Unterneuses Juglans regia, Höhe: 17 m, Stammumfang: 3,15 m, Kronendurchmesser: 18 m, Kronenansatz: 1 m | ⊙ |      |  |
| 1 Sommerlinde                                                   | BW | 91.5 / ND-04422     | Hochstadt am Main, Gemarkung Hochstadt am Main Tilia platyphyllos, Höhe: 19 m, Stammumfang: 3,02 m, Kronendurchmesser: 17 m, Kronenansatz: 2 m | ⊙ |      |  |
| 1 Sommereiche                                                   | BW | 85 / ND-03405       | Hochstadt am Main, Gemarkung Obersdorf Quercus robur, Höhe: 16 m, Stammumfang: 4,35 m, Kronendurchmesser: 13 m, Kronenansatz: 2 m | ⊙ |      |  |
| 1 Sommereiche                                                   | BW | 88 / ND-03862       | Hochstadt am Main, Gemarkung Wolfsloch Quercus robur, Höhe: 19 m, Stammumfang: 3,50 m, Kronendurchmesser: 15 m, Kronenansatz: 2 m | ⊙ |      |  |
| 1 Winterlinde                                                   | BW | 87 / ND-03404       | Hochstadt am Main, Gemarkung Wolfsloch Tilia cordata, Höhe: 20 m, Stammumfang: 4,35 m, Kronendurchmesser: 15 m, Kronenansatz: 2 m | ⊙ |      |  |
| Islinger Tanzlinde (1 Sommerlinde)                              |    | 134                 | Lichtenfels, Gemarkung Isling Tilia platyphyllos, Höhe: 7 m, Stammumfang: 2,65 m, Kronendurchmesser: 9 m, Kronenansatz: 1 m | ⊙ |      |  |
| Doline                                                          | BW | ND-03588            | Lichtenfels, Gemarkung Köttel | ⊙ |      |  |
| Doline                                                          | BW | ND-03587            | Lichtenfels, Gemarkung Köttel | ⊙ |      |  |
| Felsgebilde in den Schwammriffen des Weißjura "Lorber Kapelle"  | BW | ND-03589            | Lichtenfels, Gemarkung Köttel | ⊙ |      |  |
| Felsgebilde in den Schwammriffen des Weißjura "Lorber Kirche"   | BW | ND-03590            | Lichtenfels, Gemarkung Köttel | ⊙ |      |  |
| 1 Holzbirne                                                     | BW | 124 / ND-03586      | Lichtenfels, Gemarkung Lahm bei Lichtenfels Pyrus communis, Höhe: 16 m, Stammumfang: 3,16 m, Kronendurchmesser: 10 m, Kronenansatz: 2 m | ⊙ |      |  |
| Gerichtseichen am Prügel bei Klosterlangheim                    | BW |                     | Lichtenfels, Gemarkung Langheim Quercus robur, Höhe: 22 m, Stammumfang: 4,99 m, Kronendurchmesser: 20 m, Kronenansatz: 9 m Quercus robur, Höhe: 25 m, Stammumfang: 4,99 m, Kronendurchmesser: 22 m, Kronenansatz: 8 m Quercus robur, Höhe: 25 m, Stammumfang: 3,82 m, Kronendurchmesser: 22 m, Kronenansatz: 9 m Quercus robur, Höhe: 20 m, Stammumfang: 3,86 m, Kronendurchmesser: 12 m, Kronenansatz: 3 m | ⊙ |      |  |
| 1 Feld-Ahorn                                                    | BW | 100                 | Lichtenfels, Gemarkung Lichtenfels Acer campestre, Höhe: 21 m, Stammumfang: 2,68 m, Kronendurchmesser: 15 m, Kronenansatz: 3 m | ⊙ |      |  |
| 1 Sommerlinde                                                   | BW | 103 / ND-03572      | Lichtenfels, Gemarkung Lichtenfels Tilia platyphyllos, Höhe: 24 m, Stammumfang: 3,71 m, Kronendurchmesser: 14 m, Kronenansatz: 2 m | ⊙ |      |  |
| 1 Winterlinde                                                   | BW | 102 / ND-03573      | Lichtenfels, Gemarkung Lichtenfels Tilia cordata, Höhe: 24 m, Stammumfang: 3,02 m, Kronendurchmesser: 16 m, Kronenansatz: 2 m | ⊙ |      |  |
| 1 Winterlinde (Friedenslinde)                                   | BW | 92 / ND-03406       | Lichtenfels, Gemarkung Lichtenfels Tilia cordata, Höhe: 21 m, Stammumfang: 3,24 m, Kronendurchmesser: 16 m, Kronenansatz: 3 m | ⊙ |      |  |
| Kastanienbaum in der Sachsenstraße                              | BW | 101 / ND-03923      | Lichtenfels, Gemarkung Lichtenfels Aesculus hippocastanum, Höhe: 21 m, Stammumfang: 3,99 m, Kronendurchmesser: 20 m, Kronenansatz: 2 m | ⊙ |      |  |
| Lindenallee                                                     | BW | ND-03747            | Lichtenfels, Gemarkung Lichtenfels | ⊙ | 2,30 |  |
| Mönchsbrunnen                                                   | BW | ND-03408            | Lichtenfels, Gemarkung Lichtenfels | ⊙ |      |  |
| 1 Sommerlinde                                                   | BW | 136                 | Lichtenfels, Gemarkung Mönchkröttendorf Tilia platyphyllos, Höhe: 15 m, Stammumfang: 7,03 m, Kronendurchmesser: 13 m, Kronenansatz: 2 m | ⊙ |      |  |
| 1 Sommerlinde                                                   | BW | 105                 | Lichtenfels, Gemarkung Oberwallenstadt Tilia platyphyllos, Höhe: 18 m, Stammumfang: 4,21 m, Kronendurchmesser: 16 m, Kronenansatz: 2 m | ⊙ |      |  |
| 1 Sommerlinde                                                   | BW | 106                 | Lichtenfels, Gemarkung Oberwallenstadt Tilia platyphyllos, Höhe: 17 m, Stammumfang: 3,37 m, Kronendurchmesser: 15 m, Kronenansatz: 2 m | ⊙ |      |  |
| 1 Sommerlinde                                                   | BW | ND-03581            | Lichtenfels, Gemarkung Oberwallenstadt Tilia platyphyllos, Höhe: 15 m, Stammumfang: 4,20 m, Kronendurchmesser: 13 m, Kronenansatz: 2 m | ⊙ |      |  |
| 1 Winterlinde                                                   | BW | 109                 | Lichtenfels, Gemarkung Oberwallenstadt Tilia cordata, Höhe: 23 m, Stammumfang: 4,63 m, Kronendurchmesser: 13 m, Kronenansatz: 3 m | ⊙ |      |  |
| Eiche am Ortsrand von Reundorf                                  | BW |                     | Lichtenfels, Gemarkung Reundorf Quercus robur, Höhe: 25 m, Stammumfang: 4,65 m, Kronendurchmesser: 22 m, Kronenansatz: 4 m | ⊙ |      |  |
| 1 Winterlinde                                                   | BW | 123 / ND-03585      | Lichtenfels, Gemarkung Roth Tilia cordata, Höhe: 12 m, Stammumfang: 4,20 m, Kronendurchmesser: 6 m, Kronenansatz: 3 m | ⊙ |      |  |
| 1 Winterlinde                                                   | BW | 122 / ND-03584      | Lichtenfels, Gemarkung Roth Tilia cordata, Höhe: 22 m, Stammumfang: 3,98 m, Kronendurchmesser: 15 m, Kronenansatz: 2 m | ⊙ |      |  |
| 2 Winterlinden                                                  | BW | 139,5               | Lichtenfels, Gemarkung Roth Tilia cordata, Höhe: 16 m, Stammumfang: 3,05 m, Kronendurchmesser: 13 m, Kronenansatz: 2 m Tilia cordata, Höhe: 18 m, Stammumfang: 5,25 m, Kronendurchmesser: 12 m, Kronenansatz: 2 m | ⊙ |      |  |
| 1 Sommerlinde                                                   | BW | 135 / ND-04400      | Lichtenfels, Gemarkung Rothmannsthal Tilia platyphyllos, Höhe: 17 m, Stammumfang: 2,94 m, Kronendurchmesser: 10 m, Kronenansatz: 3 m | ⊙ |      |  |
| 1 Sommerlinde                                                   | BW |                     | Lichtenfels, Gemarkung Schney Tilia platyphyllos, Höhe: 17 m, Stammumfang: 3,35 m, Kronendurchmesser: 18 m, Kronenansatz: 4 m | ⊙ |      |  |
| 1 Winterlinde                                                   | BW | 113 / ND-03885      | Lichtenfels, Gemarkung Schney Tilia cordata, Höhe: 20 m, Stammumfang: 2,83 m, Kronendurchmesser: 16 m, Kronenansatz: 4 m | ⊙ |      |  |
| 2 Eichen bei Schney                                             | BW |                     | Lichtenfels, Gemarkung Schney Quercus robur, Höhe: 25 m, Stammumfang: 5,20 m, Kronendurchmesser: 20 m, Kronenansatz: 3 m Quercus robur, Höhe: 23 m, Stammumfang: 4,30 m, Kronendurchmesser: 15 m, Kronenansatz: 3 m | ⊙ |      |  |
| Eichengruppe in Schney (4 Sommereichen)                         | BW | 115 / ND-04403      | Lichtenfels, Gemarkung Schney Quercus robur, Höhe: 16 m, Stammumfang: 1,71 m, Kronendurchmesser: 10 m, Kronenansatz: 2 m Quercus robur, Höhe: 21 m, Stammumfang: 3,22 m, Kronendurchmesser: 13 m, Kronenansatz: 4 m Quercus robur, Höhe: 15 m, Stammumfang: 1,81 m, Kronendurchmesser: 9 m, Kronenansatz: 2 m Quercus robur, Höhe: 14 m, Stammumfang: 3,03 m, Kronendurchmesser: 6 m, Kronenansatz: 3 m | ⊙ |      |  |
| Baum- und Heckenanlage an dem Vierzehnheiligen-Weg              | BW | ND-03576            | Lichtenfels, Gemarkung Seubelsdorf | ⊙ | 1,03 |  |
| 1 Sommereiche                                                   | BW | 117 / ND-03582      | Lichtenfels, Gemarkung Trieb Quercus robur, Höhe: 18 m, Stammumfang: 5,74 m, Kronendurchmesser: 15 m, Kronenansatz: 3 m | ⊙ |      |  |
| 1 Winterlinde                                                   | BW | 119 / ND-03583      | Lichtenfels, Gemarkung Trieb Tilia cordata, Höhe: 6 m, Stammumfang: 4,80 m, Kronendurchmesser: 4 m, Kronenansatz: 2 m | ⊙ |      |  |
| 1 Sommerlinde                                                   | BW | 140 / ND-03591      | Marktgraitz, Gemarkung Marktgraitz Tilia platyphyllos, Höhe: 11 m, Stammumfang: 3,93 m, Kronendurchmesser: 11 m, Kronenansatz: 2 m | ⊙ |      |  |
| Bierkeller                                                      | BW | ND-03593            | Marktzeuln, Gemarkung Marktzeuln | ⊙ |      |  |
| Laub- und Buschwald sowie Magerrasen "Külbitz"                  | BW | ND-03592            | Marktzeuln, Gemarkung Marktzeuln | ⊙ |      |  |
| 1 Sommerlinde                                                   | BW | 154 / ND-03598      | Michelau in Oberfranken, Gemarkung Lettenreuth Tilia platyphyllos, Höhe: 10 m, Stammumfang: 2,35 m, Kronendurchmesser: 10 m, Kronenansatz: 0 m | ⊙ |      |  |
| 1 Sommereiche                                                   | BW | 148 / ND-03595      | Michelau in Oberfranken, Gemarkung Michelau in Oberfranken Quercus robur, Höhe: 23 m, Stammumfang: 3,91 m, Kronendurchmesser: 11 m, Kronenansatz: 7 m | ⊙ |      |  |
| 1 Sommereiche                                                   | BW | 147 / ND-03594      | Michelau in Oberfranken, Gemarkung Michelau in Oberfranken Quercus robur, Höhe: 17 m, Stammumfang: 4,45 m, Kronendurchmesser: 12 m, Kronenansatz: 4 m | ⊙ |      |  |
| 1 Traubeneiche                                                  | BW | 149 / ND-03596      | Michelau in Oberfranken, Gemarkung Michelau in Oberfranken Quercus petraea, Höhe: 21 m, Stammumfang: 3,65 m, Kronendurchmesser: 15 m, Kronenansatz: 5 m | ⊙ |      |  |
| Baumgruppe an der Bachstraße (5 Sommereichen)                   | BW | 150 / ND-03924      | Michelau in Oberfranken, Gemarkung Michelau in Oberfranken Quercus robur, Höhe: 27 m, Stammumfang: 3,20 m, Kronendurchmesser: 18 m, Kronenansatz: 9 m Quercus robur, Höhe: 26 m, Stammumfang: 2,63 m, Kronendurchmesser: 11 m, Kronenansatz: 7 m Quercus robur, Höhe: 22 m, Stammumfang: 2,15 m, Kronendurchmesser: 9 m, Kronenansatz: 7 m Quercus robur, Höhe: 22 m, Stammumfang: 2,13 m, Kronendurchmesser: 10 m, Kronenansatz: 6 m Quercus robur, Höhe: 25 m, Stammumfang: 2,61 m, Kronendurchmesser: 12 m, Kronenansatz: 7 m | ⊙ |      |  |
| 1 Winterlinde                                                   | BW | 151 / ND-03597      | Michelau in Oberfranken, Gemarkung Neuensee Tilia cordata, Höhe: 15 m, Stammumfang: 3,40 m, Kronendurchmesser: 11 m, Kronenansatz: 0 m | ⊙ |      |  |
| 1 Winterlinde                                                   | BW |                     | Michelau in Oberfranken, Gemarkung Neuensee Tilia cordata, Höhe: 20 m, Stammumfang: 3,00 m, Kronendurchmesser: 13 m, Kronenansatz: 3 m | ⊙ |      |  |
| 1 Winterlinde                                                   | BW | 155 / ND-03600      | Redwitz an der Rodach, Gemarkung Mannsgereuth Tilia cordata, Höhe: 9 m, Stammumfang: 4,59 m, Kronendurchmesser: 8 m, Kronenansatz: 2 m | ⊙ |      |  |
| 1 Wintereiche                                                   | BW | 156 / ND-03599      | Redwitz an der Rodach, Gemarkung Redwitz an der Rodach Quercus petraea, Höhe: 21 m, Stammumfang: 3,15 m, Kronendurchmesser: 15 m, Kronenansatz: 7 m | ⊙ |      |  |
| Lindenallee im Friedhof (1 Sommerlinde, 12 Winterlinden)        | BW | 158 / ND-03894      | Redwitz an der Rodach, Gemarkung Redwitz an der Rodach Tilia cordata, Höhe: 20 m, Stammumfang: 3,08 m, Kronendurchmesser: 10 m, Kronenansatz: 4 m Tilia cordata, Höhe: 20 m, Stammumfang: 1,92 m, Kronendurchmesser: 10 m, Kronenansatz: 3 m Tilia cordata, Höhe: 21 m, Stammumfang: 2,11 m, Kronendurchmesser: 11 m, Kronenansatz: 3 m Tilia cordata, Höhe: 16 m, Stammumfang: 1,95 m, Kronendurchmesser: 9 m, Kronenansatz: 3 m Tilia cordata, Höhe: 17 m, Stammumfang: 1,83 m, Kronendurchmesser: 9 m, Kronenansatz: 5 m Tilia cordata, Höhe: 20 m, Stammumfang: 1,98 m, Kronendurchmesser: 10 m, Kronenansatz: 5 m Tilia cordata, Höhe: 16 m, Stammumfang: 1,45 m, Kronendurchmesser: 10 m, Kronenansatz: 3 m Tilia cordata, Höhe: 18 m, Stammumfang: 2,36 m, Kronendurchmesser: 12 m, Kronenansatz: 4 m Tilia cordata, Höhe: 22 m, Stammumfang: 2,52 m, Kronendurchmesser: 13 m, Kronenansatz: 2 m Tilia cordata, Höhe: 20 m, Stammumfang: 2,08 m, Kronendurchmesser: 10 m, Kronenansatz: 2 m Tilia platyphyllos, Höhe: 9 m, Stammumfang: 0,60 m, Kronendurchmesser: 6 m, Kronenansatz: 2 m Tilia cordata, Höhe: 19 m, Stammumfang: 1,64 m, Kronendurchmesser: 10 m, Kronenansatz: 2 m Tilia cordata, Höhe: 21 m, Stammumfang: 3,02 m, Kronendurchmesser: 12 m, Kronenansatz: 6 m | ⊙ |      |  |
| 1 Feld-Ahorn                                                    | BW |                     | Weismain, Gemarkung Arnstein Acer campestre, Höhe: 17 m, Stammumfang: 1,92 m, Kronendurchmesser: 11 m, Kronenansatz: 4 m | ⊙ |      |  |
| 1 Feld-Ahorn                                                    | BW |                     | Weismain, Gemarkung Arnstein Acer campestre, Höhe: 21 m, Stammumfang: 2,60 m, Kronendurchmesser: 12 m, Kronenansatz: 2 m | ⊙ |      |  |
| 1 Sommerlinde                                                   | BW | 244 / ND-03654      | Weismain, Gemarkung Arnstein Tilia platyphyllos, Höhe: 17 m, Stammumfang: 2,85 m, Kronendurchmesser: 12 m, Kronenansatz: 4 m | ⊙ |      |  |
| Die Rauhen Felsen                                               | BW | ND-03650            | Weismain, Gemarkung Arnstein | ⊙ |      |  |
| Doline                                                          | BW | ND-03652            | Weismain, Gemarkung Arnstein | ⊙ |      |  |
| Doline                                                          | BW | ND-03653            | Weismain, Gemarkung Arnstein | ⊙ |      |  |
| Heidenknock                                                     | BW | ND-03656            | Weismain, Gemarkung Arnstein | ⊙ |      |  |
| Rauhenstein                                                     | BW | ND-03651            | Weismain, Gemarkung Arnstein | ⊙ |      |  |
| Viktoriastein                                                   |    | ND-03655            | Weismain, Gemarkung Arnstein | ⊙ |      |  |
| 2 Winterlinden                                                  | BW | 249 / ND-03660      | Weismain, Gemarkung Großziegenfeld Tilia cordata, Höhe: 26 m, Stammumfang: 4,17 m, Kronendurchmesser: 11 m, Kronenansatz: 6 m Tilia cordata, Höhe: 16 m, Stammumfang: 2,10 m, Kronendurchmesser: 12 m, Kronenansatz: 5 m | ⊙ |      |  |
| 3 Dorflinden                                                    | BW | 247 / ND-03661      | Weismain, Gemarkung Großziegenfeld Tilia platyphyllos, Höhe: 23 m, Stammumfang: 3,27 m, Kronendurchmesser: 10 m, Kronenansatz: 5 m Tilia platyphyllos, Höhe: 17 m, Stammumfang: 2,07 m, Kronendurchmesser: 9 m, Kronenansatz: 5 m Tilia platyphyllos, Höhe: 14 m, Stammumfang: 2,04 m, Kronendurchmesser: 9 m, Kronenansatz: 6 m | ⊙ |      |  |
| Großartiger Talabschluß "Klinge"                                |    | ND-03663            | Weismain, Gemarkung Großziegenfeld | ⊙ |      |  |
| Quelle "Karstquelle"                                            |    | ND-03662            | Weismain, Gemarkung Großziegenfeld | ⊙ |      |  |
| Talabschluß mit Felstrümmern                                    | BW | ND-03659            | Weismain, Gemarkung Großziegenfeld | ⊙ |      |  |
| Siedamsdorfer Linden                                            | BW |                     | Weismain, Gemarkung Kaspauer Tilia sp., Höhe: 15 m, Stammumfang: 6,20 m, Kronendurchmesser: 15 m, Kronenansatz: 0 m Tilia platyphyllos, Höhe: 16 m, Stammumfang: 2,80 m, Kronendurchmesser: 16 m, Kronenansatz: 2 m | ⊙ |      |  |
| 1 Sommerlinde                                                   | BW | 262                 | Weismain, Gemarkung Kleinziegenfeld Tilia platyphyllos, Höhe: 19 m, Stammumfang: 3,05 m, Kronendurchmesser: 12 m, Kronenansatz: 4 m | ⊙ |      |  |
| Dolomitturm                                                     | BW | ND-03665            | Weismain, Gemarkung Kleinziegenfeld | ⊙ |      |  |
| Hammerschmiedturm südlich Arnstein                              | BW | ND-03890            | Weismain, Gemarkung Kleinziegenfeld | ⊙ |      |  |
| Mönch                                                           | BW | ND-03658            | Weismain, Gemarkung Kleinziegenfeld | ⊙ |      |  |
| Rote Wand                                                       | BW | ND-03657            | Weismain, Gemarkung Kleinziegenfeld | ⊙ |      |  |
| Hügelwieseneiche                                                | BW | 379 / ND-03635      | Weismain, Gemarkung Mainecker Forst (West) Quercus robur, Höhe: 27 m, Stammumfang: 3,16 m, Kronendurchmesser: 15 m, Kronenansatz: 3 m | ⊙ |      |  |
| 1 Eberesche                                                     | BW | 279                 | Weismain, Gemarkung Modschiedel Sorbus sp., Höhe: 8 m, Stammumfang: 1,33 m, Kronendurchmesser: 11 m, Kronenansatz: 0 m | ⊙ |      |  |
| Baumgruppe am Wohnsiger Berg (1 Sommerlinde, 2 Rosskastanien)   | BW | 295 / ND-03891      | Weismain, Gemarkung Modschiedel Aesculus hippocastanum, Höhe: 16 m, Stammumfang: 2,53 m, Kronendurchmesser: 13 m, Kronenansatz: 2 m Aesculus hippocastanum, Höhe: 17 m, Stammumfang: 3,61 m, Kronendurchmesser: 16 m, Kronenansatz: 2 m Tilia platyphyllos, Höhe: 20 m, Stammumfang: 3,38 m, Kronendurchmesser: 14 m, Kronenansatz: 3 m | ⊙ |      |  |
| Doline                                                          | BW | ND-03668            | Weismain, Gemarkung Modschiedel | ⊙ |      |  |
| Fünfstämmige Eibe                                               | BW | 296 / ND-03669      | Weismain, Gemarkung Modschiedel Taxus baccata, Höhe: 10 m, Stammumfang: 1,70 m, Kronendurchmesser: 10 m, Kronenansatz: 0 m | ⊙ |      |  |
| Juraturm und Wackelstein                                        | BW | ND-03667            | Weismain, Gemarkung Modschiedel | ⊙ |      |  |
| Krassachquelle                                                  | BW | ND-03666            | Weismain, Gemarkung Modschiedel | ⊙ |      |  |
| Pestlinden (5 Sommerlinden)                                     | BW | ND-03637            | Weismain, Gemarkung Modschiedel Tilia platyphyllos, Höhe: 25 m, Stammumfang: 2,57 m, Kronendurchmesser: 16 m, Kronenansatz: 2 m Tilia platyphyllos, Höhe: 25 m, Stammumfang: 1,88 m, Kronendurchmesser: 7 m, Kronenansatz: 3 m Tilia platyphyllos, Höhe: 25 m, Stammumfang: 2,54 m, Kronendurchmesser: 17 m, Kronenansatz: 3 m Tilia platyphyllos, Höhe: 25 m, Stammumfang: 2,21 m, Kronendurchmesser: 11 m, Kronenansatz: 2 m Tilia platyphyllos, Höhe: 25 m, Stammumfang: 2,72 m, Kronendurchmesser: 14 m, Kronenansatz: 2 m | ⊙ |      |  |
| Spalthöhle "Querkelesloch"                                      |    | ND-03647            | Weismain, Gemarkung Modschiedel | ⊙ |      |  |
| 1 Sommerlinde                                                   | BW | 329                 | Weismain, Gemarkung Neudorf Tilia platyphyllos, Höhe: 17 m, Stammumfang: 2,43 m, Kronendurchmesser: 13 m, Kronenansatz: 2 m | ⊙ |      |  |
| 1 Sommerlinde                                                   | BW | 330                 | Weismain, Gemarkung Neudorf Tilia platyphyllos, Höhe: 17 m, Stammumfang: 3,09 m, Kronendurchmesser: 15 m, Kronenansatz: 3 m | ⊙ |      |  |
| 1 Winterlinde                                                   | BW | 316 / ND-03648      | Weismain, Gemarkung Neudorf Tilia cordata, Höhe: 23 m, Stammumfang: 3,60 m, Kronendurchmesser: 18 m, Kronenansatz: 2 m | ⊙ |      |  |
| 1 Winterlinde                                                   | BW | 319 / ND-03645      | Weismain, Gemarkung Neudorf Tilia cordata, Höhe: 26 m, Stammumfang: 4,37 m, Kronendurchmesser: 25 m, Kronenansatz: 4 m | ⊙ |      |  |
| 1 Winterlinde                                                   | BW | 315 / ND-03644      | Weismain, Gemarkung Neudorf Tilia cordata, Höhe: 18 m, Stammumfang: 4,41 m, Kronendurchmesser: 14 m, Kronenansatz: 3 m | ⊙ |      |  |
| Bergische Linde                                                 | BW | 314 / ND-03636      | Weismain, Gemarkung Neudorf Tilia platyphyllos, Höhe: 22 m, Stammumfang: 5,10 m, Kronendurchmesser: 20 m, Kronenansatz: 2 m | ⊙ |      |  |
| Gräfinnenhöhle                                                  | BW | ND-03643            | Weismain, Gemarkung Neudorf | ⊙ |      |  |
| 3 Sommerlinden                                                  | BW | 332 / ND-03639      | Weismain, Gemarkung Wallersberg Tilia platyphyllos, Höhe: 23 m, Stammumfang: 7,46 m, Kronendurchmesser: 18 m, Kronenansatz: 2 m Tilia platyphyllos, Höhe: 22 m, Stammumfang: 4,05 m, Kronendurchmesser: 13 m, Kronenansatz: 2 m Tilia platyphyllos, Höhe: 14 m, Stammumfang: 8,12 m, Kronendurchmesser: 18 m, Kronenansatz: 2 m | ⊙ |      |  |
| Abgesunkener Schwammkalk "Sutte"                                | BW | ND-03641            | Weismain, Gemarkung Wallersberg | ⊙ |      |  |
| Dolomitischer Schwammkalk "Blumenvase"                          | BW | ND-03640            | Weismain, Gemarkung Wallersberg | ⊙ |      |  |
| Domalohlinde bei Schammendorf                                   | BW |                     | Weismain, Gemarkung Wallersberg Tilia platyphyllos, Höhe: 30 m, Stammumfang: 4,30 m, Kronendurchmesser: 16 m, Kronenansatz: 2 m | ⊙ |      |  |
| Eiche östlich Mosenberg                                         | BW |                     | Weismain, Gemarkung Wallersberg Quercus robur, Höhe: 25 m, Stammumfang: 3,60 m, Kronendurchmesser: 22 m, Kronenansatz: 3 m | ⊙ |      |  |
| Hohe Wand nordöstlich Wallersberg                               | BW | ND-03409            | Weismain, Gemarkung Wallersberg | ⊙ |      |  |
| Höhle Geißkirche                                                | BW | ND-03638            | Weismain, Gemarkung Wallersberg | ⊙ |      |  |
| Linde östlich Mosenberg                                         | BW |                     | Weismain, Gemarkung Wallersberg Tilia platyphyllos, Höhe: 30 m, Stammumfang: 5,20 m, Kronendurchmesser: 16 m, Kronenansatz: 1 m | ⊙ |      |  |
| Philipenhöhle                                                   | BW | ND-03642            | Weismain, Gemarkung Wallersberg | ⊙ |      |  |
| Zwei Linden östlich Mosenberg                                   | BW |                     | Weismain, Gemarkung Wallersberg Tilia platyphyllos, Höhe: 25 m, Stammumfang: 2,94 m, Kronendurchmesser: 12 m, Kronenansatz: 3 m Tilia platyphyllos, Höhe: 20 m, Stammumfang: 2,17 m, Kronendurchmesser: 10 m, Kronenansatz: 3 m | ⊙ |      |  |
| Doline                                                          | BW | ND-03670            | Weismain, Gemarkung Weiden | ⊙ |      |  |
| Doline                                                          | BW | ND-03671            | Weismain, Gemarkung Weiden | ⊙ |      |  |
| Doline                                                          | BW | ND-03672            | Weismain, Gemarkung Weiden | ⊙ |      |  |
| Doline                                                          | BW | ND-03673            | Weismain, Gemarkung Weiden | ⊙ |      |  |
| 1 Sommerlinde                                                   | BW | 376 / ND-03633      | Weismain, Gemarkung Weismain Tilia platyphyllos, Höhe: 18 m, Stammumfang: 5,37 m, Kronendurchmesser: 14 m, Kronenansatz: 2 m | ⊙ |      |  |
| Friedenslinde                                                   | BW | 378 / ND-03634      | Weismain, Gemarkung Weismain Tilia platyphyllos, Höhe: 22 m, Stammumfang: 3,86 m, Kronendurchmesser: 11 m, Kronenansatz: 5 m | ⊙ |      |  |
| Legende für Naturdenkmal                                        |    |                     | |   |      |  |